# San Gennaro
Gennaro (Benevento, 272 – Pozzuoli, 19 settembre 305) è stato un vescovo romano martire cristiano, venerato come santo dalla Chiesa cattolica, che ne celebra il culto il 19 settembre, e da quella ortodossa.
Patrono principale di Napoli, nel cui duomo si ritiene che alcune ossa del suo scheletro giacciano insieme a due ampolle che contengono quello che la tradizione popolare ritiene sia il suo sangue, la sua figura è storicamente oggetto di culto e folklore. Vi è chi ritiene che il fenomeno dello scioglimento del sangue, rappresentato ritualmente il sabato precedente la prima domenica di maggio, il 19 settembre e il 16 dicembre, sia da attribuire a miracolo e foriero di buona sorte.
Ancora, la credenza popolare considera la figura di Gennaro fondamentale nell'arresto dell'eruzione del Vesuvio del 1631, avvenuto in coincidenza di una processione in cui le sue reliquie furono portate in processione ed esposte di fronte al vulcano attivo.

## Etimologia
Il nome Gennaro è molto diffuso in Campania e risale al latino Ianuarius che significava «consacrato al dio Giano» ed era in genere attribuito ai bambini nati a gennaio (Ianuarius), mese sacro al dio.

## Storia

### Le fonti documentarie

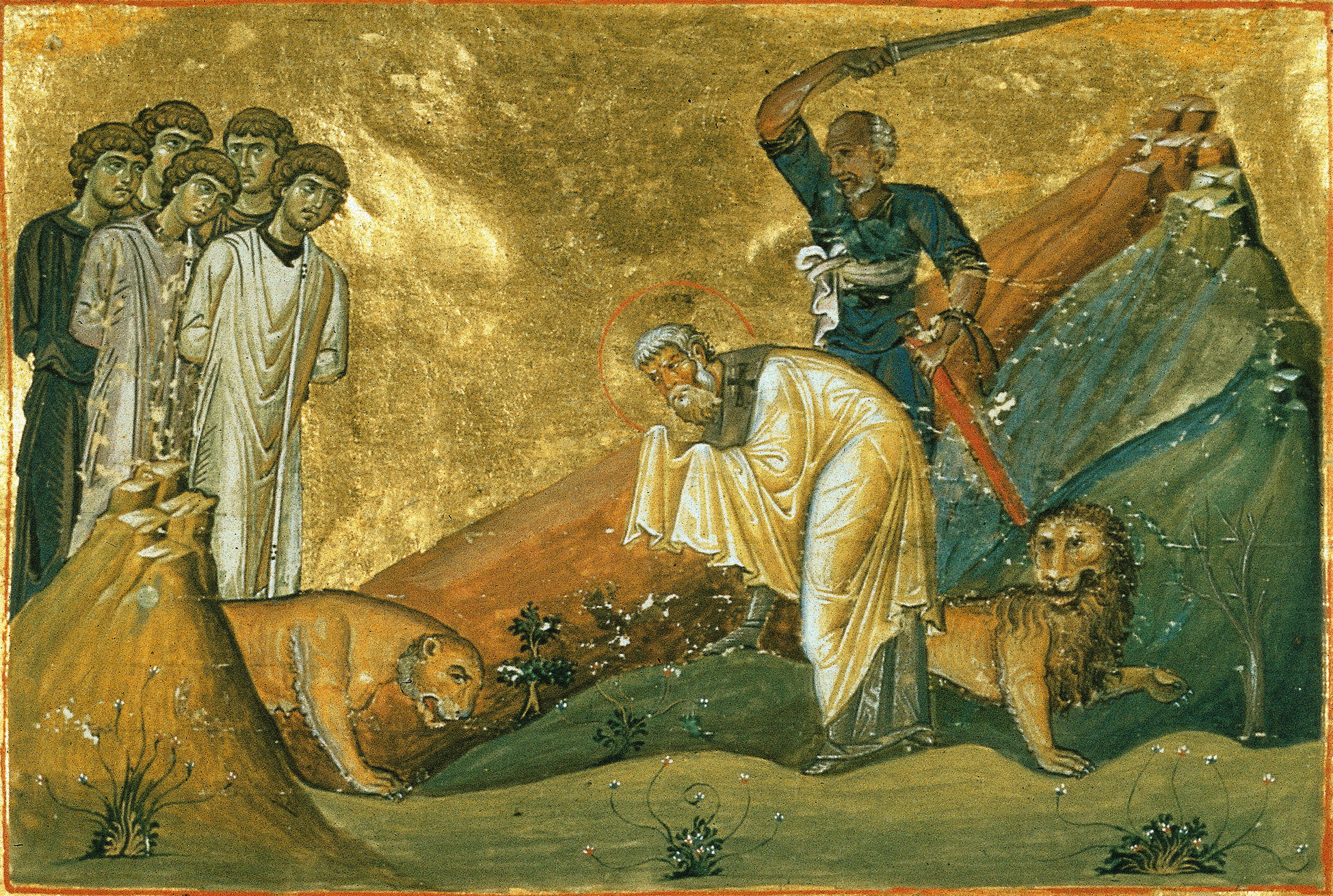
Il martirio di san Gennaro e compagni nel Menologio di Basilio II

Le fonti documentarie sulla vita e le opere di san Gennaro sono le seguenti 
- gli Atti Bolognesi del VIII-IX secolo;[3][4]
- gli Atti Vaticani del VIII-IX secolo;[4]
- il Calendario cartaginese del 505;[5]
- il Martirologio Geronimiano del V secolo;[5]
- il Menologio di Basilio II del 985.[6]

### Nascita
Convenzionalmente si crede che san Gennaro sia nato nel 272.  Le diverse passiones ianuariane tacciono sul luogo di nascita, e così pure il Martirologio romano. Tuttavia, essendo stato vescovo di Benevento, una tradizione antica e sempre tramandata dalla Chiesa beneventana, vuole che il martire sia nato appunto in quella città. Alcuni biografi, invece, attribuiscono arbitrariamente, senza nessun fondamento documentario, o legato a tradizione, le sue origini a Napoli, dove si è manifestato il Prodigio delle sue reliquie. Altre fonti, in particolare il “De Antiquate et situ Calabriæ” di Tommaso Aceti, affermano che San Gennaro sia nato nell’antico villaggio di Calafatoni, vicino all’attuale frazione di Caroniti nel comune di Joppolo.
Nel 1713 l'arcivescovo Nicolò Carmine Falcone pubblicò "Intera istoria della famiglia, vita, miracoli, traslazioni e culto del glorioso martire S.Gennaro, vescovo di Benevento", biografia priva di fondamento storico, per questo messa all'indice il 7 febbraio 1718. Nel testo viene indicata come data di nascita del santo sabato 21 aprile 272.

### Vicende del santo

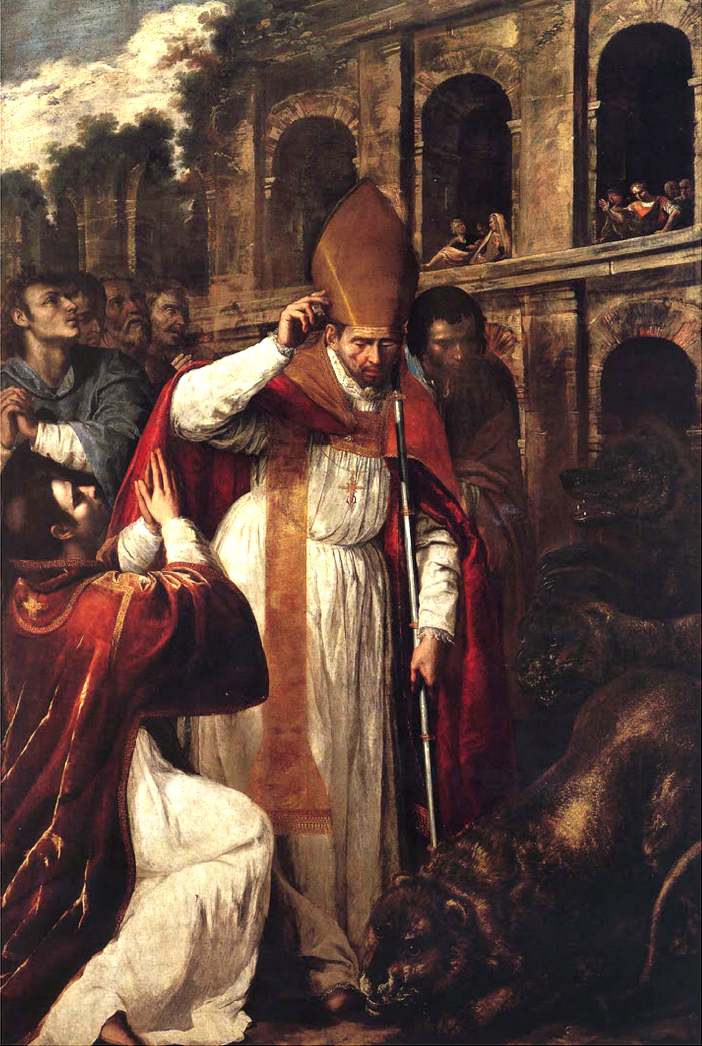
San Gennaro nell'anfiteatro di Pozzuoli, Artemisia Gentileschi, 1636.

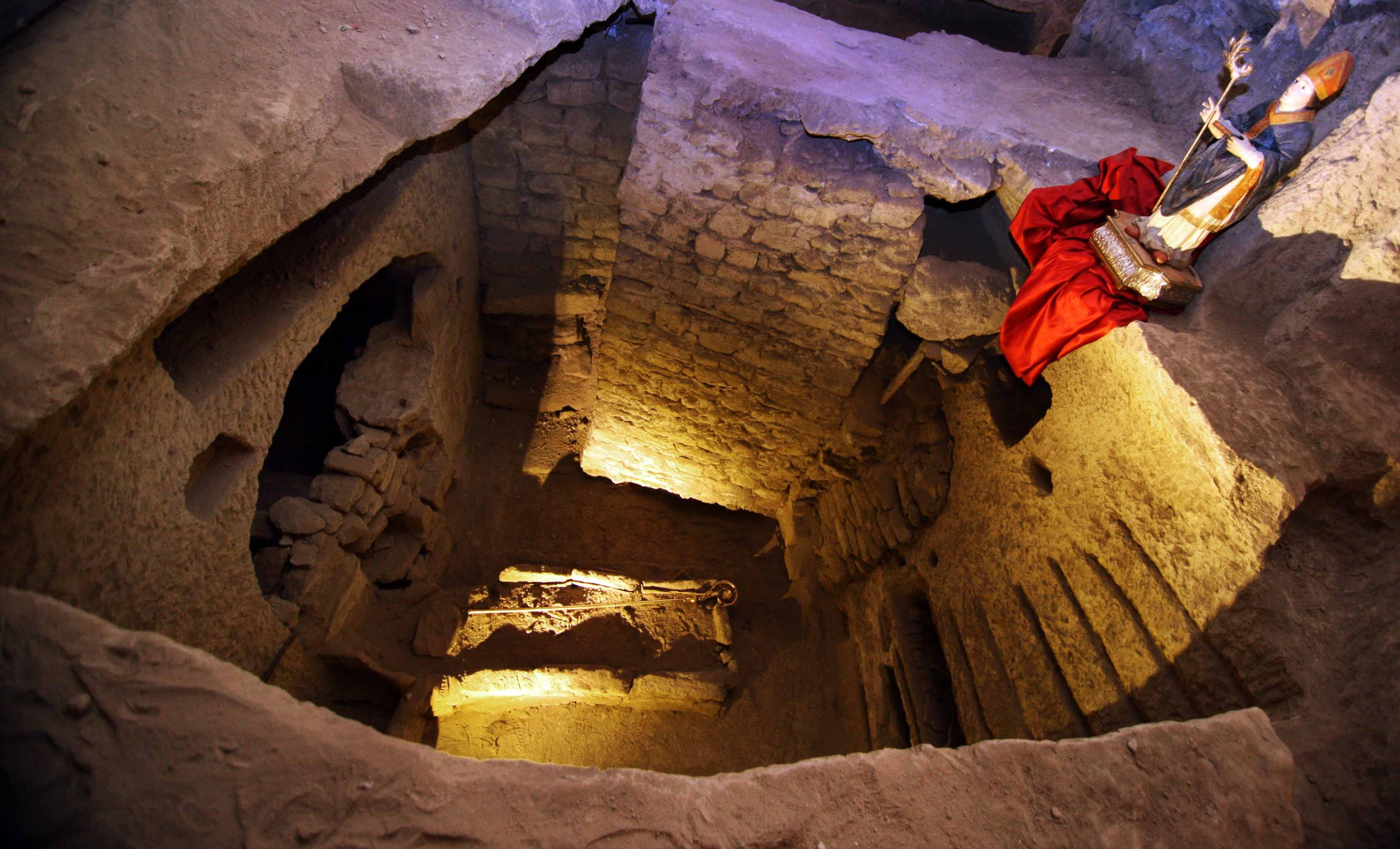
Tomba di san Gennaro vista dall'alto, presente delle Catacombe di San Gennaro a Napoli

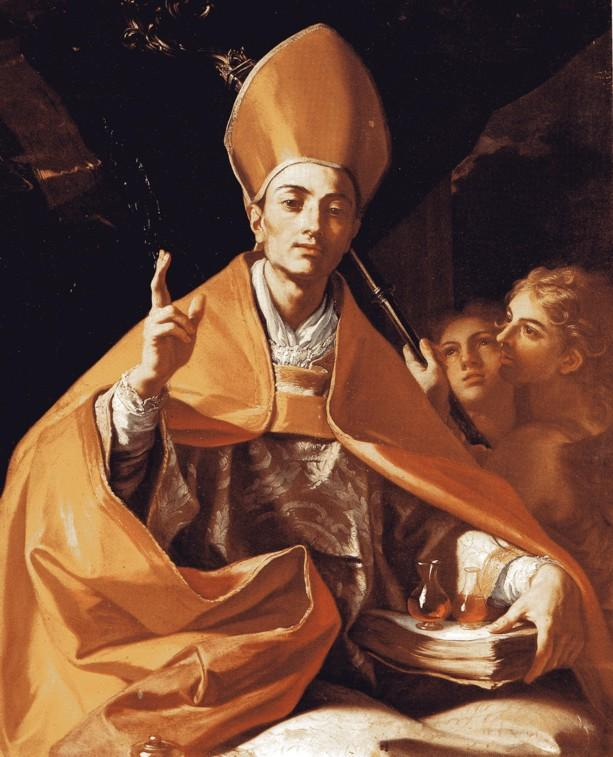
San Gennaro, Francesco Solimena, 1702.

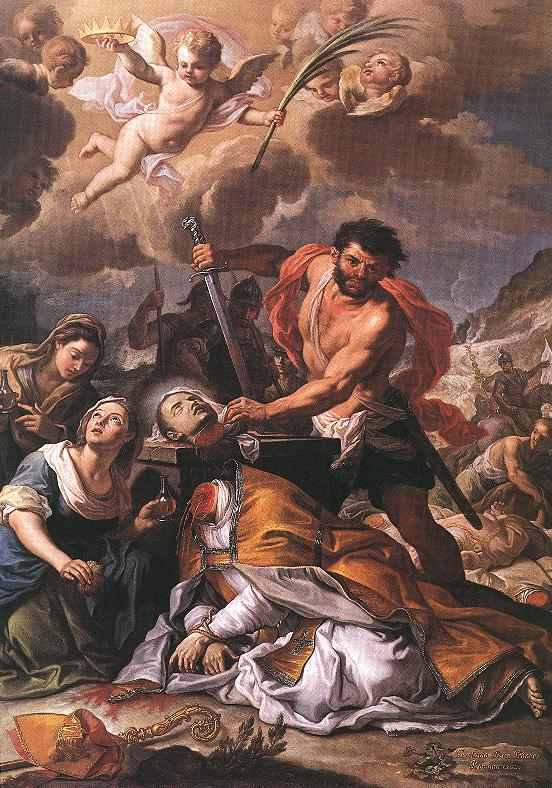
Martirio di San Gennaro, Girolamo Pesce, 1727.

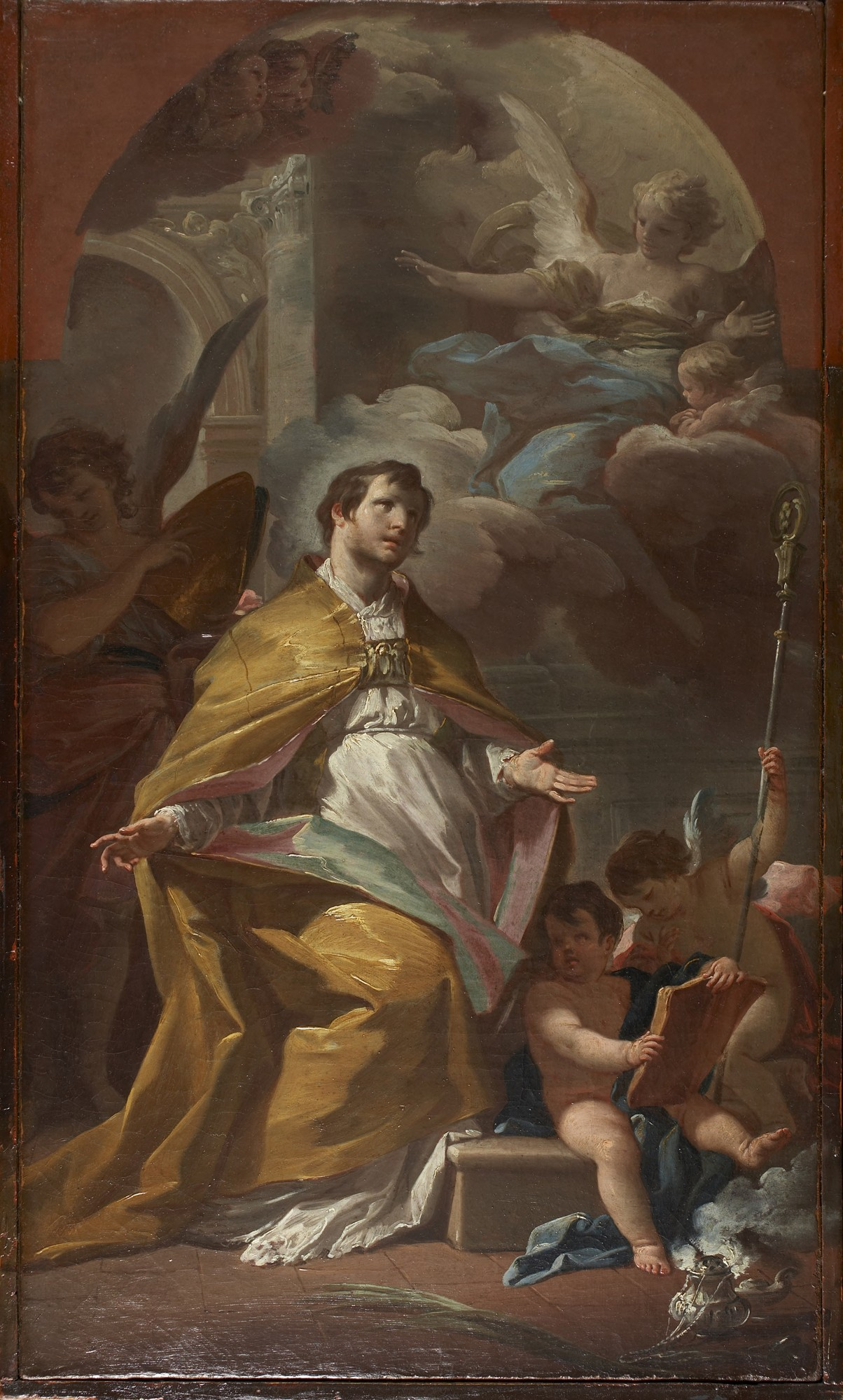
San Gennaro, Corrado Giaquinto, 1745, Princeton University Art Museum

Il fatto che portò al martirio di Gennaro secondo i riferimenti storici è avvenuto all'inizio del IV secolo, durante la persecuzione dei cristiani da parte dell'imperatore Diocleziano.
San Gennaro era il vescovo di Benevento e si recò insieme al lettore Desiderio e al diacono Festo in visita ai fedeli a Pozzuoli. Il diacono di Miseno, Sossio, già amico di Gennaro, il quale lo aveva incontrato in passato a Miseno per discutere di fede e leggi divine, fu arrestato per ordine del persecutore Dragonzio, governatore della Campania, lungo la strada che stava percorrendo per recarsi alla visita pastorale ed assistervi.
In seguito, Gennaro, insieme a Festo e Desiderio, si recò in visita dal prigioniero, ma, avendo interceduto per la sua liberazione ed avendo fatto professione di fede cristiana, furono anch'essi arrestati da Dragonzio e condannati ad essere sbranati dai leoni (o secondo alcuni dagli orsi) nell'anfiteatro di Pozzuoli.
Il giorno dopo, tuttavia, per l'assenza del governatore stesso, impegnato altrove o, secondo altre fonti, accortosi che il popolo dimostrava simpatia verso i condannati, e quindi per evitare disordini, il supplizio fu sospeso. Secondo la tradizione invece, il supplizio fu mutato per l'avvenimento di un miracolo: le fiere si sarebbero inginocchiate al cospetto dei condannati, dopo una benedizione fatta da Gennaro;
Dragonzio comandò allora che a Gennaro e ai suoi compagni venisse troncata la testa.
Condotti nei pressi del Forum Vulcani (l'attuale Solfatara di Pozzuoli), essi furono decapitati nell'anno 305. La stessa sorte toccò anche a Procolo, diacono della chiesa di Pozzuoli, e ai due laici Eutiche e Acuzio che avevano osato criticare la sentenza di morte dei quattro. Gli Atti affermano che nel luogo del supplizio sorse un santuario in ricordo del loro martirio, mentre il corpo di Gennaro sarebbe stato sepolto nell'Agro Marciano e solo nel V secolo traslato dal duca-vescovo di Napoli Giovanni I nelle Catacombe di San Gennaro.
Negli Atti Vaticani si narrano molti altri episodi mitici. I più conosciuti narrano di Gennaro e dei suoi compagni che si sarebbero recati a Nola, dove avrebbero incontrato il perfido giudice Timoteo. Questi, avendo sorpreso Gennaro mentre faceva proselitismo, lo avrebbe imprigionato e torturato. Poiché le tremende torture inflittegli non sortivano effetto, lo avrebbe infine gettato in una fornace ardente; una volta riaperta la fornace, non solo Gennaro vi uscì illeso e senza che neppure le sue vesti fossero state minimamente intaccate dal fuoco ma le fiamme investirono i pagani venuti ad assistere al supplizio. Secondo la tradizione la fornace, tuttora esistente, sarebbe quella presente all'interno del complesso delle basiliche Paleocristiane di Cimitile. Ammalatosi, nonostante fosse guarito da Gennaro, Timoteo non mostrò alcuna gratitudine ma lo fece condurre all'anfiteatro di Pozzuoli affinché fosse sbranato dalle fiere. Per questi racconti è chiara la derivazione dalla Bibbia, in modo particolare dal Libro del profeta Daniele, a cui il redattore degli Atti Vaticani deve essersi ispirato.
Durante il cammino verso il luogo dell'esecuzione, situato presso la Solfatara, un mendicante chiese a Gennaro un lembo della sua veste, da conservare come reliquia. Gennaro rispose che, una volta eseguita la sentenza, avrebbe potuto prendere il fazzoletto con cui sarebbe stato bendato.
La tradizione vuole che, mentre il carnefice si preparava a vibrare il colpo mortale, Gennaro si fosse portato un dito alla gola per sistemarsi il fazzoletto. In quell'istante il carnefice calò la scure, recidendo anche il dito. Quella notte, Gennaro apparve in sogno a colui che era incaricato di portare via il corpo, invitandolo a raccogliere anche il dito.
Sempre secondo la tradizione, subito dopo la decapitazione sarebbe stato conservato del sangue, come era abitudine a quel tempo, raccolto da una pia donna di nome Eusebia che lo racchiuse in due ampolle; esse sono divenute un attributo iconografico tipico di san Gennaro. Il racconto della pia donna è tuttavia recente, e compare pubblicato per la prima volta solo nel 1579, nel volume del canonico napoletano Paolo Regio su "Le vite de' sette Santi Protettori di Napoli".
I vari testi agiografici (inni, carmi e lodi) in onore di san Gennaro e dei suoi compagni martiri si possono consultare nella Bibliotheca Sanctorum edita dalla Pontificia Università Lateranense dal 1965.

### La datazione
Gli Atti Bolognesi indicano il 305 come l'anno del martirio.
Documenti liturgici molto antichi, come il calendario cartaginese (redatto poco dopo il 505) ed il Martirologio Geronimiano del V secolo assegnano come data del martirio di Gennaro e dei suoi compagni il 19 settembre; indicano invece nel 13 aprile la data della prima traslazione dei resti del santo.
Anche in un altro martirologio risalente all'VIII secolo, redatto dal monaco inglese Beda, il 19 settembre viene indicato come data del martirio.
Nel calendario marmoreo di Napoli la data del 19 settembre viene indicata come "dies natalis" di San Gennaro che, nella tradizione cristiana, è il giorno della nascita alla vita eterna, ovvero della morte.
La venerazione per san Gennaro ha origini antichissime, che risalgono all'epoca del suo martirio o al più tardi a quella della prima traslazione delle sue spoglie, avvenuta nel V secolo.

### Storia delle reliquie

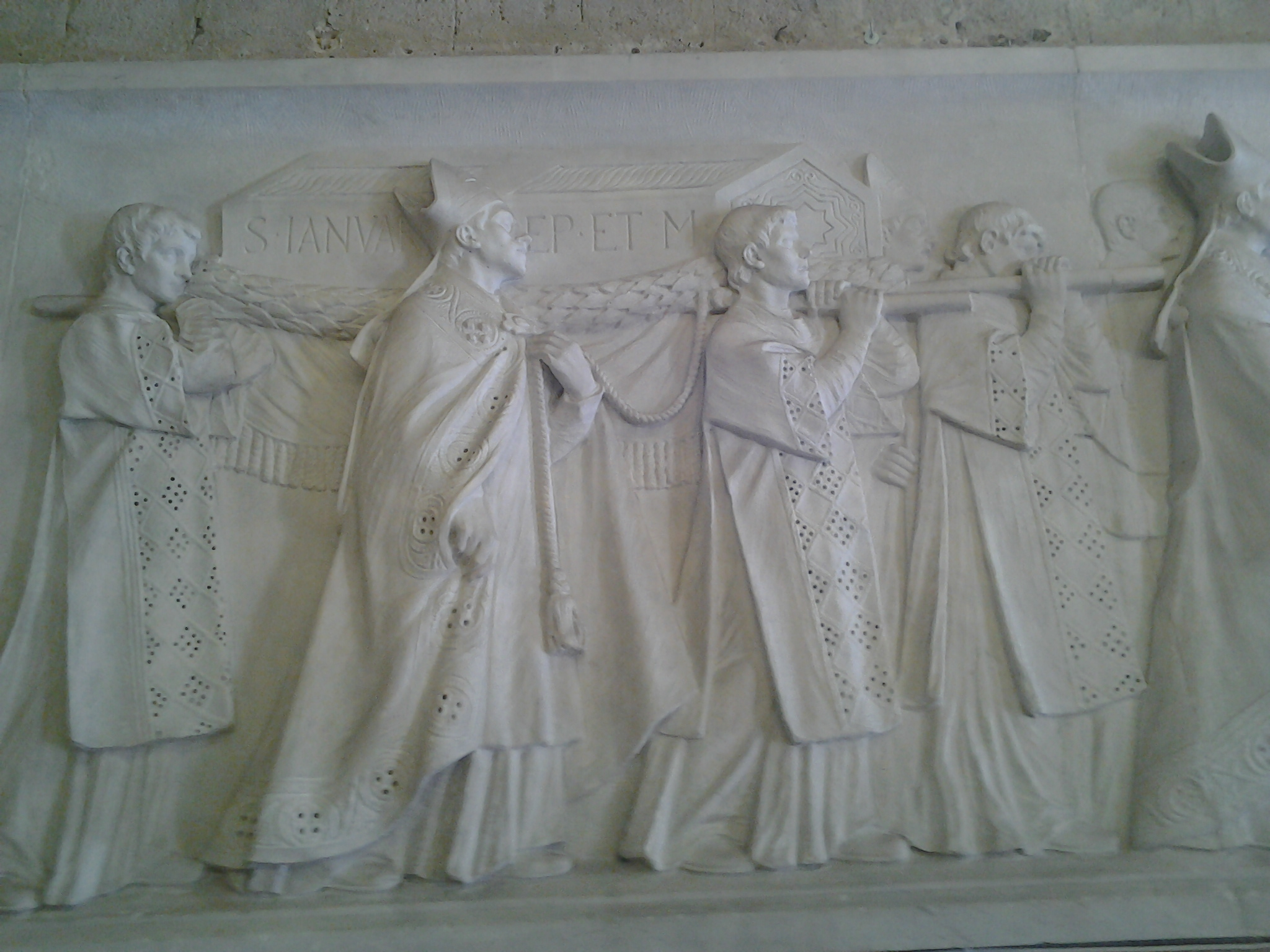
Bassorilievo raffigurante la traslazione del corpo di San Gennaro

Il vescovo di Napoli Giovanni I trasportò fra il 413 e il 431 le reliquie del santo dall'Agro Marciano nella parte inferiore delle catacombe napoletane di Capodimonte, le quali assunsero così il nome del santo, e qui esse furono centro di vivissimo culto.
Il principe longobardo di Benevento Sicone I, assediando la città di Napoli nell'831, ne approfittò per riportare i resti mortali del santo nella sua città natale, sede episcopale. Le sante reliquie furono deposte nella cattedrale - che allora si chiamava Santa Maria di Gerusalemme - ove restarono fino al 1154. In quell'anno infatti, considerando che la città di Benevento non era più sicura, il normanno Guglielmo I il Malo provvide affinché esse venissero traslate nell'Abbazia di Montevergine.
A Montevergine però la devozione dei pellegrini che vi si recavano era rivolta soprattutto a san Guglielmo e alla popolarissima icona bizantina della Madonna chiamata "Mamma Schiavona", sicché di san Gennaro si perse ben presto la memoria e addirittura la cognizione del suo luogo di sepoltura. A Napoli invece il culto per san Gennaro rimaneva vivissimo, anche per la presenza delle altre sue reliquie: il capo e le ampolle con il suo sangue.
Carlo II d'Angiò, dopo aver fatto eseguire dai maestri orafi francesi Stefano Godefroy, Guglielmo di Verdelay e Milet d'Auxerre un preziosissimo busto-reliquiario in argento dorato per contenere la testa e le ampolle con il sangue del santo, espose per la prima volta la reliquia alla pubblica venerazione nel 1305. Suo figlio Roberto d'Angiò invece fece realizzare la teca d'argento che custodisce le due ampolle del sangue. Tuttavia la liquefazione del sangue non è attestata prima del 17 agosto 1389, allorché il miracolo si compì durante una solenne processione intrapresa per una grave carestia.

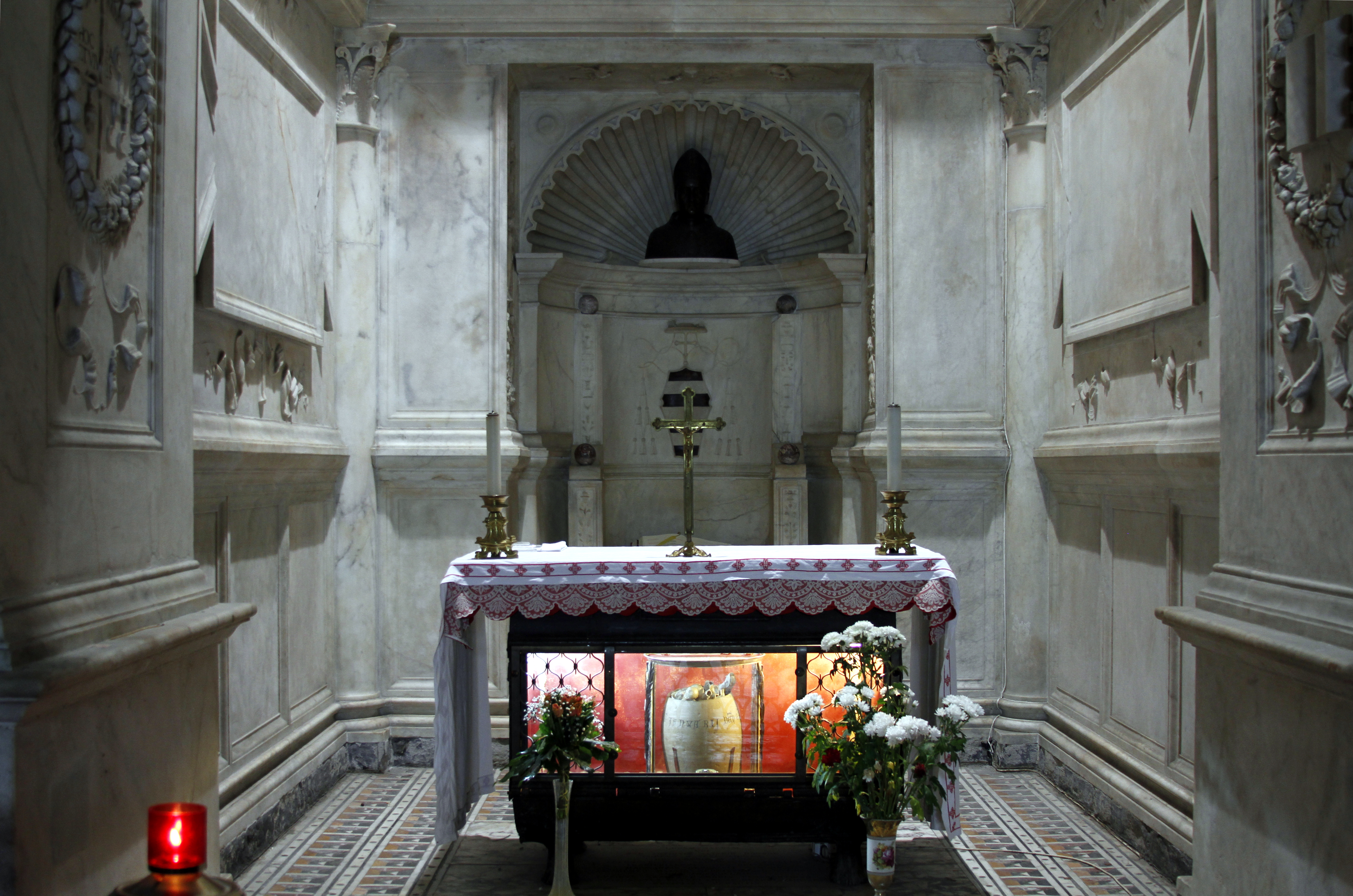
Reliquiario di San Gennaro nella Cappella del Succorpo

Quando a Montevergine, per merito del cardinale Giovanni di Aragona, furono ritrovate le ossa di san Gennaro, collocate al di sotto dell'altare maggiore, la potente famiglia dei Carafa si impegnò, grazie soprattutto all'interessamento del cardinale Oliviero e con il sostegno di suo fratello l'arcivescovo napoletano Alessandro Carafa, affinché le reliquie tornassero a Napoli, la qual cosa avvenne nel 1497, non senza l'opposizione da parte dei monaci di Montevergine. Come degno luogo per ospitarle, il cardinale Oliviero Carafa fece costruire nel Duomo di Napoli, al di sotto dell'altare maggiore, una cripta d'eccezione in puro stile rinascimentale: la Cappella del Succorpo.
A seguito di una terribile pestilenza che imperversò a Napoli fra il 1526 ed il 1529, i napoletani fecero voto a san Gennaro di edificargli una nuova cappella all'interno del Duomo. Benché i lavori fossero iniziati solo nel 1608 e siano durati quasi quarant'anni, la sfolgorante e ricca Cappella del Tesoro di San Gennaro venne infine consacrata nel 1646. Al di sopra del suo splendido cancello realizzato da Cosimo Fanzago, figura l'iscrizione Divo Ianuario e fame bello peste ac Vesaevi igne miri ope sanguinis erepta Neapolis civi patr. vindici ("A San Gennaro, al cittadino salvatore della patria, Napoli salvata dalla fame, dalla guerra, dalla peste e dal fuoco del Vesuvio, per virtù del suo sangue miracoloso, consacra").
Nel 1633 la città di Napoli, sulla cappella del tesoro, nel suo Duomo scolpiva la sua riconoscenza con la seguente dedica: Divo Jannuario - Patriae, regnique praesentissimo tutelari - grata Neapolis.
Il 25 febbraio 1964 il cardinale arcivescovo Alfonso Castaldo fece la ricognizione canonica delle venerate reliquie: "Le ossa furono trovate ben custodite, in un'olla di forma ovoidale che reca dipinta l'iscrizione calligrafica, Corpus Sancti Jannuarii Ben. E.P.".
Una ricognizione scientifica eseguita il 7 marzo 1965 dal professore G. Lambertini stabilì che il personaggio a cui appartengono le ossa è da individuarsi in un uomo di età giovane (35 anni) di statura molto alta (1,90 m).

## Liquefazione del sangue di san Gennaro

### La reliquia

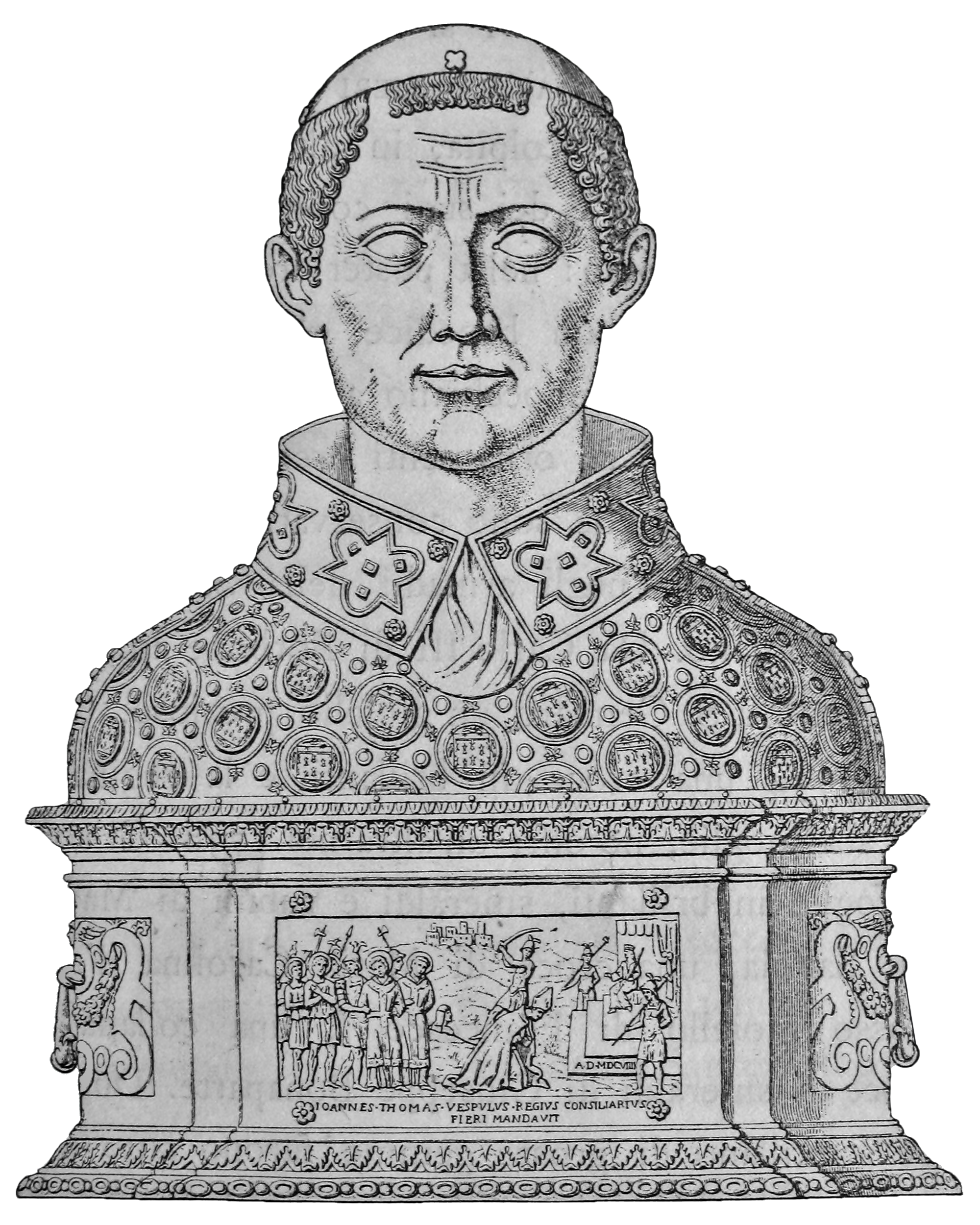
Busto d'argento di San Gennaro

Il sangue di san Gennaro si è sciolto per la prima volta ai tempi di Costantino I, quando il vescovo Severo (secondo altri il vescovo Cosimo) trasferì le spoglie del santo dall'Agro Marciano, dove era stato sepolto, a Napoli. Durante il tragitto incontrò la nutrice Eusebia con le ampolline del sangue del santo: alla presenza di Eusebia, il sangue nelle ampolle si sciolse.
Storicamente, la prima notizia documentata dell'ampolla contenente la reliquia del sangue di san Gennaro risale soltanto al 1389, come riportato nel Chronicon Siculum (ma dal testo si può dedurre che doveva avvenire già da molto tempo): nel corso delle manifestazioni per la festa dell'Assunta di quell'anno, vi fu l'esposizione pubblica delle ampolle contenenti il cosiddetto "sangue di San Gennaro". Il 17 agosto vi fu una grandissima processione per assistere al miracolo: il liquido conservato nell'ampolla si era liquefatto "come se fosse sgorgato quel giorno stesso dal corpo del santo".
La cronaca dell'evento sembra suggerire che il fenomeno si verificasse allora per la prima volta. Del resto, la Cronaca di Partenope, precedente di qualche anno (1382), pur parlando di diversi "miraculi" attribuiti alla potenza di san Gennaro, non menziona mai una reliquia di sangue del martire.
Oggi le due ampolle, fissate all'interno di una piccola teca rotonda realizzata con una larga cornice in argento e provvista di un manico, sono conservate nella cassaforte dietro l'altare della cappella del Tesoro di San Gennaro. Una delle due è riempita per ¾, mentre l'altra più alta è semivuota poiché parte del suo contenuto fu sottratto da re Carlo di Borbone che, divenuto re di Spagna, lo portò con sé.
Tre volte l'anno (il sabato precedente la prima domenica di maggio e negli otto giorni successivi; il 19 settembre e per tutta l'ottava delle celebrazioni in onore del patrono; il 16 dicembre), durante una solenne cerimonia religiosa guidata dall'arcivescovo, i fedeli accorrono per assistere al miracolo della liquefazione del sangue di san Gennaro. La liquefazione del presunto tessuto biologico durante la cerimonia è ritenuta foriera di buoni auspici per la città; viceversa la mancata liquefazione è considerata presagio di eventi drammatici. La Chiesa cattolica, pur approvandone la venerazione popolare, non ha mai riconosciuto il fenomeno come miracoloso, limitandosi a definirlo come prodigioso.
Una terza ampolla è conservata nella cappella reliquiaria del Complesso Monumentale Vincenziano, cui appartiene anche la vanvitelliana chiesa della Missione, nel borgo dei Vergini.
A lungo si attribuì a miracolo anche la comparsa periodica, nel santuario di San Gennaro alla Solfatara a Pozzuoli, di tracce rosse e trasudo su una lastra marmorea che si riteneva fosse quella su cui Gennaro è stato decapitato e che avrebbe ricevuto il suo sangue, ma studi recenti hanno riconosciuto nella lastra il frammento di un altare paleocristiano del VI secolo d.C., su cui si trovano tracce di vernice rossa e di cera e su cui in realtà non sarebbe mai avvenuta alcuna esecuzione.

### Indagini scientifiche

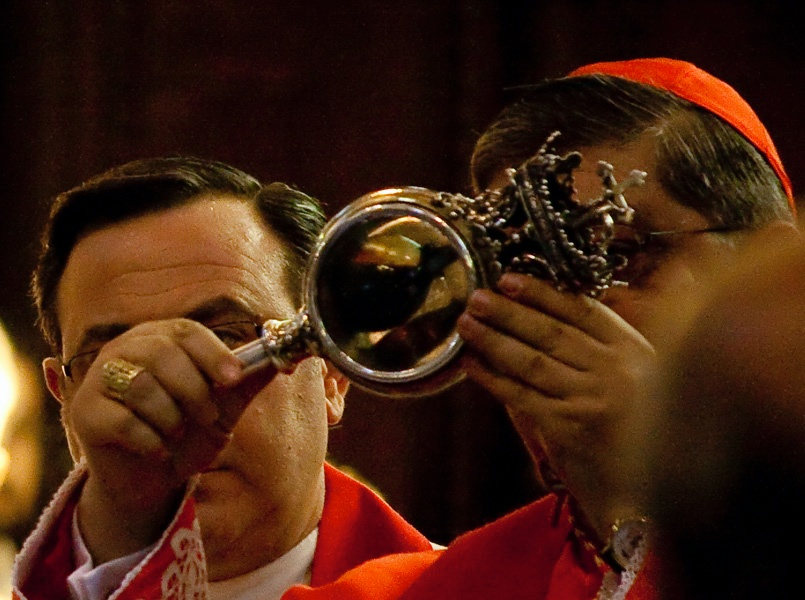
Il cardinale Crescenzio Sepe durante il rito dello scioglimento del sangue di San Gennaro

A seguito della riforma liturgica successiva al Concilio Vaticano II, la Chiesa apportò delle modifiche al calendario liturgico (che comprende solennità, feste, memorie obbligatorie e memorie facoltative) rendendo obbligatorie alcune memorie di santi e facoltative altre prima obbligatorie: così la memoria liturgica di san Gennaro (che sino ad allora era obbligatoria in tutta la Chiesa universale) fu trasformata in memoria facoltativa al di fuori dell'arcidiocesi di Napoli.
L'autorità ecclesiastica affermò che lo scioglimento del sangue di San Gennaro, pur essendo scientificamente inspiegabile, non obbliga i fedeli cattolici a prestare l'assenso della propria fede: tale evento venne definito come un fatto prodigioso e venne approvata la venerazione popolare, essendo impossibile, allo stato dell'attuale conoscenza dei fatti, un giudizio scientifico che spieghi il fenomeno della liquefazione.
Nel XVII secolo iniziarono i primi tentativi di confutazione scientifica del fenomeno dello scioglimento del sangue.
Tra i più noti quello del teologo ugonotto Pierre du Moulin, secondo cui il sangue si scioglierebbe grazie a calce lasciata cadere nell'ampolla; il chimico Caspar Neumann organizzò un esperimento pubblico in cui una sostanza rossastra veniva fatta sciogliere con l'ausilio del calore (o con artifici meccanici, come tentò di dimostrare Raimondo de Sangro, principe di Sansevero).
Fino all'avvento del XX secolo, comunque, non risultano osservazioni scientifiche sistemiche sulla reliquia a eccezione di alcune misurazioni termometriche realizzate dal matematico Nicola Fergola alla fine del Settecento.
Il tedesco Gustav Rasch riferisce nel suo diario di viaggio in Italia Garibaldi e Napoli nel 1860 che già all'epoca era nota la struttura chimica del composto nonché il suo scioglimento a comando, riferendo quanto un farmacista suo conterraneo, che prestava servizio presso la legazione prussiana a Napoli, gli aveva detto.
Lo stesso Rasch riferisce che un sacerdote cattolico al seguito delle Camicie Rosse che sapeva che il clero, di concerto con la nobiltà locale, avrebbe tentato di non far sciogliere il liquido per mettere in cattiva luce l'arrivo delle truppe garibaldine e farlo passare davanti al popolo come segno di sventura, avrebbe intimato ai suoi confratelli di non opporsi allo scioglimento del liquido nell'ampolla «Se no, a farlo liquefare, ci penserà Garibaldi!», in riferimento ai pezzi d'artiglieria puntati contro il duomo.
Una prima analisi spettroscopica sull'ampolla fu effettuata dai professori Sperindeo e Januario (25 settembre 1902) e rivelò lo spettro dell'ossiemoglobina.
Nel 1991 tre ricercatori del Comitato italiano per le affermazioni sul paranormale, Franco Ramaccini, Sergio Della Sala e Luigi Garlaschelli, fornirono altresì prova scientifica circa l'ottenibilità di uno scioglimento simile a quello che è alla base del fenomeno del presunto miracolo. L'indagine CICAP, lungi dal determinare la natura del liquido, aveva per scopo quello di riprodurre gli effetti più documentati della reliquia. L'esperimento poté dimostrare che non solo è possibile riprodurre tali effetti con mezzi attuali, ma che fosse possibile farlo all'epoca della sua comparsa, così smentendo qualsiasi affermazione sull'irriproducibilità o sull'inspiegabilità scientifica del fenomeno.
La rivista scientifica Nature pubblicò il resoconto dei tre studiosi nell'ottobre di quello stesso anno, in cui si avanza l'ipotesi che alla base del cosiddetto miracolo vi sia il fenomeno noto come tissotropia, ossia la proprietà di alcuni materiali, detti appunto "tissotropici", di perdere viscosità sotto sollecitazioni meccaniche quali piccole scosse o vibrazioni, e di tornare allo stato precedente se lasciati indisturbati.
Un esempio di questa proprietà è la salsa ketchup, che si può mostrare in uno stato quasi solido fino a quando delle scosse non la fanno diventare d'un tratto molto più liquida.
Ramaccini sostenne la verosimiglianza dell'ipotesi osservando il comportamento dell'officiante che imprime all'ampolla un moto meccanico di oscillazione e rotazione durante la cerimonia.
I ricercatori del CICAP hanno realizzato l'esperimento ottenendo una sostanza tissotropica dal colore rosso sangue con il solo utilizzo di sostanze e materiali reperibili all'epoca a cui risalirebbero le ampolle (fine Trecento):
- cloruro ferrico, sotto forma di molisite, un minerale presente sul Vesuvio come in genere nelle zone vulcaniche;
- carbonato di calcio, presente ovunque, per esempio nei gusci d'uovo, che ne sono una fonte pura al 93,7%;
- cloruro di sodio (o sale comune);
- acqua

Garlaschelli ha affermato: Circa la durata del nostro gel: Non mi sono mai preoccupato della stabilità nel tempo del gel stesso. So che alcuni campioni hanno resistito per dieci anni. Altri durano molto meno. Non ho mai trovato un esperto di colloidi che mi desse dei suggerimenti. Ma del resto, mi sono anche preoccupato poco, addirittura, di sigillare in modo perfetto i miei boccettini.
Al contrario in altre occasioni il fenomeno della liquefazione si era manifestato già prima dell'apertura della teca che custodisce le ampolle. Un analogo fenomeno avviene senza scuotimenti a Ravello in un'ampolla che conterrebbe il sangue di san Pantaleone.
Alcune analisi spettroscopiche sostengono che nelle ampolle conservate nel duomo di Napoli sia presente emoglobina umana, anche se una risposta chiara sulla natura della sostanza potrebbe essere data solo da un'analisi diretta, ma il CICAP sostiene l'inaffidabilità di tali indagini in quanto non sottoposti a vaglio e facilmente interpretabili in quanto non univoci.

## La reale cappella del Tesoro di san Gennaro
Le reliquie e il sangue di san Gennaro sono custodite nella reale cappella del Tesoro di san Gennaro.

## Museo del Tesoro di san Gennaro
Il Tesoro di san Gennaro è composto da straordinari capolavori raccolti in sette secoli di donazioni di papi, re, imperatori, regnanti, uomini illustri, gente comune e facente parte di collezioni uniche e intatte grazie alla Deputazione della real cappella del Tesoro di san Gennaro, antica istituzione laica ancora esistente nata nel 1527 per un voto della città di Napoli. Oggi il tesoro è esposto nel Museo del Tesoro di san Gennaro.

## Curiosità
Ruota intorno al tesoro di san Gennaro, e al suo tentativo di furto, tutta la trama di Operazione San Gennaro, film del 1966 diretto da Dino Risi.
Sono dedicate al culto di san Gennaro alcune parti del romanzo comico Allah, san Gennaro e i tre kamikaze di Pino Imperatore, pubblicato da Mondadori nel 2017.

### Annotazioni
1. ↑  L'Agro Marciano è di difficile e non univoca localizzazione. Mentre un tempo si tendeva a localizzarlo a monte Spina,[19] studi recenti lo collocano oggi piuttosto ad Agnano, o a Pianura, o in località "Cinthia"[senza fonte].

### Fonti
1. ↑   Autori vari, I nomi di battesimo più diffusi a Napoli e in Campania? Eccoli, in NapoliToday, 13 giugno 2014. URL consultato il 2 marzo 2019.
2. ↑   Significato del nome Gennaro, su paginainizio.com. URL consultato il 2 marzo 2019.
3. 1 2   Luciana De Maria, La Storia del Santo, su cappellasangennaro.it. URL consultato il 2 marzo 2019 (archiviato dall'url originale il 6 marzo 2019).
4. 1 2   Atti dello ieromartire Gennaro, vescovo di Benevento, su oodegr.com, gennaio 2009. URL consultato il 2 marzo 2019.
5. 1 2   Franco Capone, Il potere di San Gennaro, su focus.it, Focus, 13 aprile 2016. URL consultato il 2 marzo 2019.
6. ↑  Rossi, 1758, p. 214.
7. ↑   Il Santo e Le Reliquie, su cappellasangennaro.it. URL consultato il 2 marzo 2019 (archiviato dall'url originale il 6 marzo 2019).
8. 1 2   Riccardo Pecchia, Sant’Oggi. Martedì 19 settembre si celebra san Gennaro e san Mariano di Évaux, in Bassa Irpinia News, 19 settembre 2017. URL consultato il 2 marzo 2019.
9. ↑   San Gennaro: Il Tesoro di Napoli, su mostrasangennaro.it, 19 marzo 2017. URL consultato il 2 marzo 2019.
10. ↑   L'Intera istoria di Nicolò Carminio Falcone in "Proculus", A. 94(2019), ns, 2, pp. 183-197, su academia.edu. URL consultato il 30 luglio 2024.
11. ↑  Cammilleri, pp. 17-18.
12. 1 2   San Gennaro, dal martirio al miracolo del sangue: le cose da sapere, su famigliacristiana.it, 19 settembre 2018. URL consultato il 2 marzo 2019.
13. ↑   Germana Squillace, Come reagirono i napoletani quando a San Gennaro fu tolta la Santità?, su vesuviolive.it, 19 settembre 2015. URL consultato il 2 marzo 2019.
14. ↑   Giovanni Russo, San Gennaro e il prodigio della liquefazione del suo sangue, in Contromano24. URL consultato il 2 marzo 2019.
15. ↑   Autori vari, Il martirio di San Gennaro in un affresco seicentesco, su archeoflegrei.it. URL consultato il 2 marzo 2019.
16. ↑   Autori vari, 16 Novembre: san Procolo! Quale?, su archeoflegrei.it. URL consultato il 2 marzo 2019.
17. ↑   Vincenzo Casillo, I martiri Puteolani, su archeoflegrei.it. URL consultato il 2 marzo 2019.
18. ↑   Pozzuoli, si arrossa la pietra del martirio di San Gennaro, in La Repubblica, Napoli, 19 settembre 2013. URL consultato il 2 marzo 2019.
19. ↑   Gioacchino Taglialatela, Memorie storico-critiche del culto e del sangue di S. Gennaro, Tip. napoletana, 1893,  p. 15.
20. ↑   La catacomba superiore, il luogo di sepoltura dei vescovi, su catacombedinapoli.it. URL consultato il 2 marzo 2019.
21. ↑   La croce e la spada. San Gennaro, su raistoria.rai.it. URL consultato il 2 marzo 2019.
22. ↑   G. Davide Napolitano, Le Basiliche paleocristiane di Cimitile tra storia e misteri, su ecoturismocampania.it, 2 aprile 2014. URL consultato il 2 marzo 2019.
23. 1 2   Giovanni Di Cecca, Napoli - San Gennaro: vita, morte e miracoli, in Monitore Napoletano, 18 settembre 2017. URL consultato il 2 marzo 2019.
24. ↑   Silvana D'Andrea, La leggenda del Lago di Agnano, su napoliontheroad.com. URL consultato il 2 marzo 2019 (archiviato dall'url originale il 6 marzo 2019).
25. ↑   Il miracolo della liquefazione del sangue di San Gennaro, su liturgicus.com, 16 dicembre 2016. URL consultato il 2 marzo 2019.
26. ↑   Autori vari, San Gennaro: il 19 settembre Napoli celebra il suo patrono, in Fanpage, Napoli. URL consultato il 2 marzo 2019.
27. ↑  Rendina, 2010.
28. ↑   Enzo Caffarelli, Papa Francesco, Napoli e la festa di San Gennaro, su miopapa.it, 20 settembre 2017. URL consultato il 3 marzo 2019 (archiviato dall'url originale il 6 marzo 2019).
29. ↑  Scherillo, 1847, p. 40.
30. ↑   19 settembre festa di San Gennaro a Napoli, su storiacity.it. URL consultato il 3 marzo 2019.
31. ↑  Il trasferimento delle reliquie da Montevergine a Napoli dovette avvenire in pompa magna se nello straordinario paliotto d'argento (opera di Giovan Domenico Vinaccia) che orna l'altare maggiore della Cappella del Tesoro di San Gennaro nel Duomo di Napoli, è da vedersi anche un documento storico e non solo celebrativo del ritorno di queste preziose reliquie a Napoli.
32. ↑  Bibliotheca Sanctorum, vol. VI, p. 141
33. 1 2   Ferdinando Grassi, I Pastori della Cattedra Beneventana, Benevento, Auxiliatrix, 1969,  p. 13.
34. ↑   Atti, vol. 8, 1877,  p. 160.
35. ↑  La scienza della liquefazione del sangue di san Gennaro
36. ↑   Franco Ramaccini, Indagine sul sangue di San Gennaro, su cicap.org, CICAP (archiviato dall'url originale il 3 luglio 2007).
«C'è poi anche il miracolo di Pozzuoli, dove in concomitanza con quello di Napoli o, secondo altri, pochi preveggenti istanti prima, la pietra sulla quale è stato dimostrato che non è stato decapitato San Gennaro, pare rosseggiare»
37. ↑   Sergio Romano, Il miracolo di San Gennaro tra Chiesa e politica, in Il Corriere, 28 ottobre 2007.
38. ↑  De Ceglia, 2016, p. 293.
39. 1 2 3 4  Rasch, 1938.
40. ↑   Miracolo di San Gennaro: il parere del CICAP, su cicap.org, CICAP, 20 settembre 2005. URL consultato l'11 giugno 2020.
41. ↑  (EN) Luigi Garlaschelli, Franco Ramaccini e Sergio Della Sala, Working Bloody Miracles : A Thixotropic Mixture Like the Blood of Saint Januarius (San Gennaro) (PDF), in Nature, vol. 353, 10 ottobre 1991,  p. 507, ISSN 0028-0836 (WC · ACNP) (archiviato dall'url originale il 10 giugno 2020).
42. ↑   Franco Ramaccini, Indagine sul sangue di San Gennaro, su cicap.org, CICAP (archiviato dall'url originale il 3 luglio 2007).
«I movimenti rituali che ci sono stati tramandati dalla tradizione cominciavano in fin dei conti ad assomigliare di più a quelli giusti per liquefare e mantenere liquida una sostanza tissotropica. Sembrava sempre più un trucco molto ben studiato per funzionare automaticamente, da solo»
43. ↑  Sangue di San Gennaro: la parola al Professor Garlaschelli
44. ↑   Franco Ramaccini, Indagine sul sangue di San Gennaro, su cicap.org, CICAP (archiviato dall'url originale il 3 luglio 2007).
«I risultati di quella spettroscopia non sono stati sottoposti al giudizio di referee di una rivista scientifica; la loro qualità, nella più favorevole delle ipotesi, richiede troppo il contributo dell'interpretazione di chi li osserva, per costituire un argomento convincente. Inesplicabilmente è stato impiegato uno spettrometro a prisma, invece di un moderno spettrometro elettronico. Più spettri, ottenuti a qualche minuto di distanza l'uno dall'altro, vengono interpretati come rivelatori ognuno di un diverso derivato dell'emoglobina, e spiegati con un miracolo in progresso, mentre, si noti bene, la sostanza era da tempo in fase liquida, e non in liquefazione»